# 도브르나

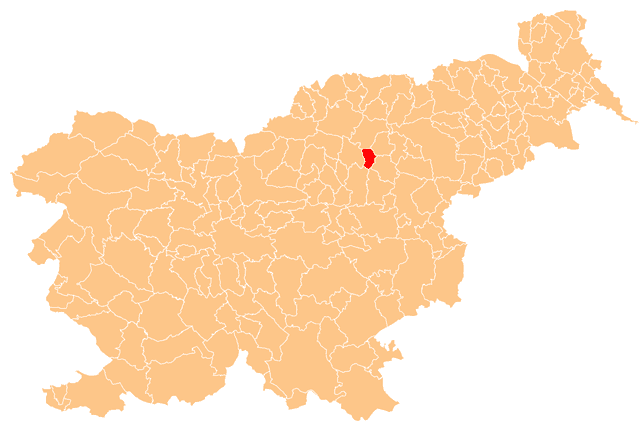
도브르나의 위치

도브르나(슬로베니아어: Dobrna)는 슬로베니아의 도시로 면적은 31.7km2, 높이는 378m, 인구는 2,083명(2002년 기준), 인구 밀도는 65.7명/km2이다.